# USS Bunker Hill (CV-17)
El USS Bunker Hill (CV/CVA/CVS-17, AVT-9) va ser un dels 24 portaavions classe Essex construïts durant la Segona Guerra Mundial per a la Marina dels Estats Units. El vaixell, primer de la US Navy en portar aquest nom, va ser batejat així en honor de la batalla de Bunker Hill. El Bunker Hill va ser botat al maig de 1943, va servir en diverses campanyes al Teatre d'Operacions del Pacífic, i va guanyar fins a 11 estrelles de batalla i una Citació Presidencial d'Unitat. El Bunker Hill va rebre el malnom de Holiday Express pels diversos atacs que llançà als voltants de Nadal. Va quedar molt malmès al maig de 1945 pels atacs dels pilots kamikaze japonesos, amb la pèrdua de centenars de membres de la seva tripulació, esdevenint un dels portaavions més danyats que, malgrat tot, van sobreviure a la guerra.
Després de l'atac tornà al continent per ser sotmès a reparacions i va ser retirat el 1947. Mentre que estava a la reserva va ser classificat com a portaavions d'atac (CVA), després com a portaavions anti-submarí (CVS) i, finalment, com a transport d'aeronaus (AVT), però mai no va ser modernitzar i mai no tornà al servei actiu. El Bunker Hill i el USS Franklin van ser els únics de la classe Essex que mai no van ser recomissionats després de la Segona Guerra Mundial.
Retirat del Registre Naval de Vaixells el 1966, serví com a plataforma de proves electròniques durant diversos anys a la badia de San Diego, fins que el 1973 va ser venut com a ferralla.

## Construcció i Comissió
El Bunker Hill va ser botat el 15 de setembre de 1941 per la Bethlehem Steel Company i llançat el 7 de desembre de 1942, padrinejat per la Sra Donald Boynton. Va ser comissionat el 24 de maig de 1943 pel Capità John Jennings Ballantine al comandament.

## Servei

### II Guerra Mundial

#### 1943-44

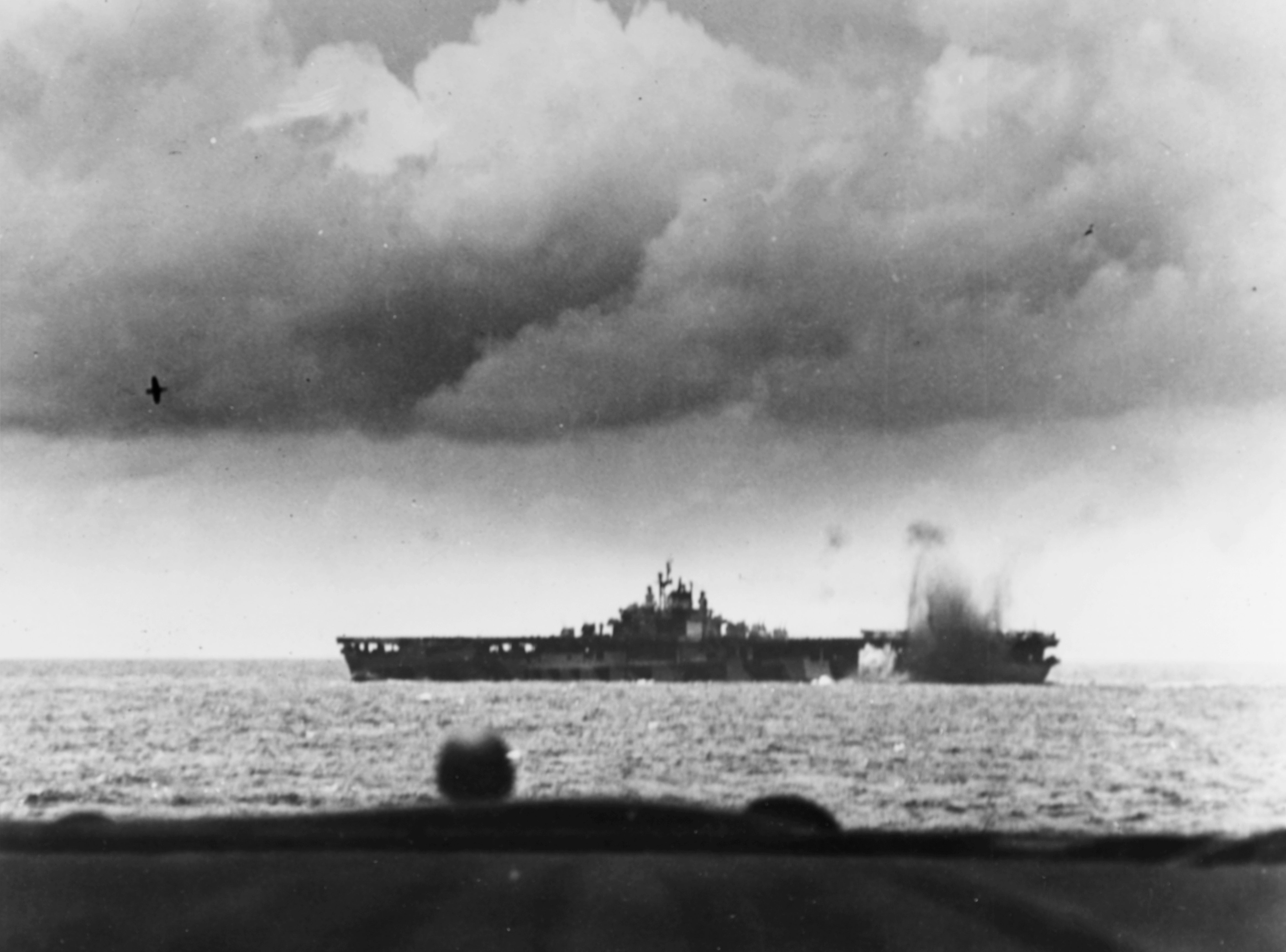
El Bunker Hill sent atacat, 19 de juny de 1944

Arribà al Pacífic a la tardor de 1943, participant en operacions de portaavions durant:
- el bombardeig de Rabaul
- les operacions a les illes Gilbert, incloent-hi suport als desembarcaments a l'atoló de Tarawa (13 de novembre – 8 de desembre de 1943)
- els atacs a Kavieng en suport de l'operació a l'arxipèlag de Bismarck (25 de desembre de 1943, 1 i 4 de gener de 1944)
- atacs contra Truk (17-18 de febrer), en la que s'enfonsaren 8 vaixells de combat japonesos
- atacs sobre les illes Marianes (23 de febrer)
- Atacs sobre Palau-Yap-Ulithi-Woleai (30 de març – 1 d'abril)
- Atacs sobre Truk-Satawan-Ponape (29 d'abril – 1 de maig)
- Batalla del Mar de les Filipines (12 de juny – 10 d'agost)

El 19 de juny, durant les fases inicials de la batalla de les Marianes, el Bunker Hill va resultar danyat quan un enemic llançà fragments de metralla pel vaixell. Dos homes van resultar morts i uns 80 van ser ferits. El Bunker Hill continuà la lluita, i els seus avions abateren uns 476 avions japonesos durant la batalla i col·laboraren en l'enfonsament d'un portaavions japonès. Durant setembre, participà en l'operació de les illes Carolines Occidentals, llançant atacs contra Okinawa, Luzon i Formosa fins al setembre.
El 6 de novembre, el Bunker Hill es retirà del front i es dirigí fins a Bremerton (Washington per ser sotmès a reparacions. Abandonà la costa est el 24 de gener de 1945 i tornà al front.

#### 1945

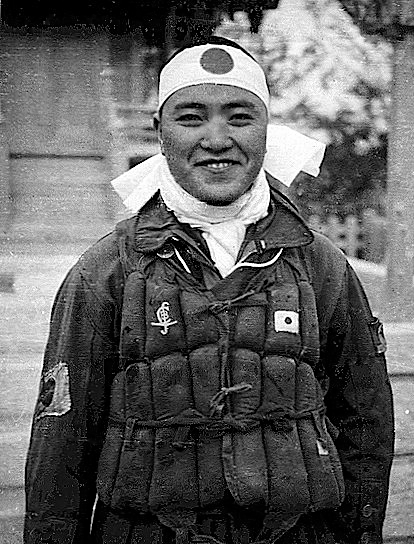
El pilot Kamikaze Alferes Kiyoshi Ogawa, impactà en el Bunker Hill l'11 de maig de 1945.

Durant la resta de la Segona Guerra Mundial, el Bunker Hill participà en la batalla d'Iwo Jima: els atacs de la Cinquena Flota contra Honshū i el Nansei Shoto (15 de febrer – 4 de març); i de la Cinquena i la Tercera Flota en suport de la batalla d'Okinawa. El 7 d'abril de 1945, els avions del Bunker Hill participaren en la Task Force dels Portaavions Ràpids al mar de la Xina Oriental. El cuirassat japonès Yamato, un creuer i 4 destructors van ser enfonsats durant l'Operació Ten-Gō.

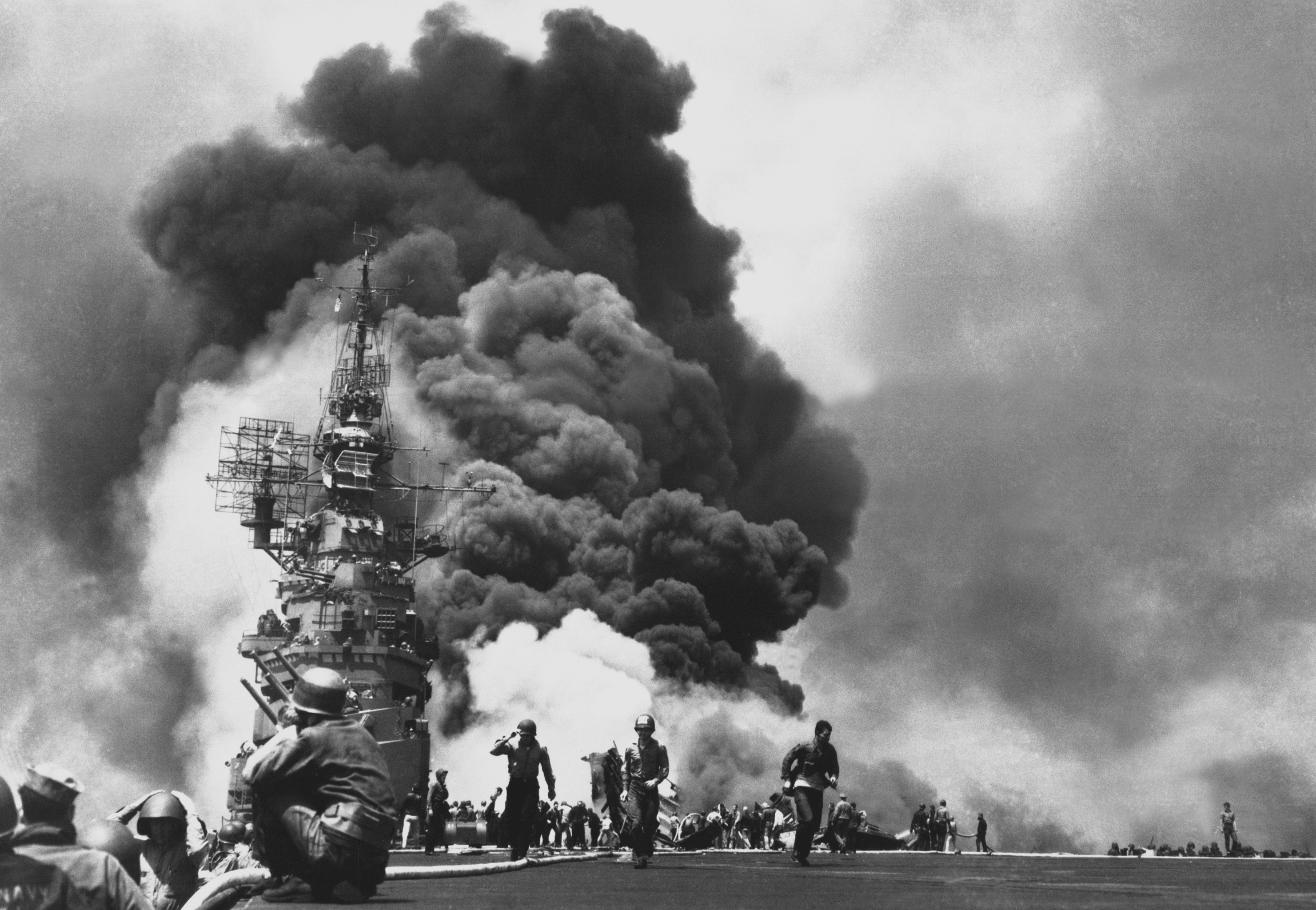
El Bunker Hill crema després de dos atacs kamikazes en només 30 segons.

Al matí de l'11 de maig de 1945, mentre que recolzava la invasió d'Okinawa, el Bunker Hill va ser tocat per dos atacs kamikazes, quedant molt malmès. Un Mitsubishi A6M Zero aparegué des d'un núvol baix, es dirigí cap a la coberta de vol i llançà una bomba de 250kg, que travessà el vaixell i explotà al mar. Llavors, el zero s'estavellà contra la coberta de vol, destruint diversos avions que estaven allà plens de combustible, causant un virulent incendi. Les restes del Zero anaren per tota la coberta i caigueren al mar. Només trenta segons després, un segon Zero, pilotat per l'alferes Kiyoshi Ogawa, va fer un nou atac suïcida. El Zero travessà el foc antiaeri, llançà una nova bomba de 250kg i s'estavellà contra la coberta de vol, prop de la torre de control (encara que els kamikazes estaven entrenats per intentar atacar la superestructura, com el va succeir al USS Sangamon). La bomba penetrà la coberta de vol i explotà. Els incendis per la gasolina van créixer, i tingueren lloc diverses explosions. El vaixell va tenir 346 morts, 43 desapareguts i 264 ferits. Tot i que molt malmès, el Bunker Hill aconseguí tornar a Bremerton via Pearl Harbor.

### Post-guerra
Al setembre, el Bunker Hill va ser cridat per participar en l'operació Catifa Màgica. Va seguir en aquesta tasca com a unitat del TG 16.12 fins al gener de 1946, quan se li ordenà tornar a Bremerton per a ser desactivat i descomissionat.
Mentre que estava aturat, va ser requalificat en 3 ocasions, sent CVA-17 a l'octubre de 1952, CVS-17 a l'agost de 1953 i AVT-9 al maig de 1959, indicant aquesta darrera designació que qualsevol futura comissió seria com a transport d'aeronaus. Com tots els portaavions classe Essex que van sobreviure a la guerra, la marina de temps de pau ja no tenia necessitat del Bunker Hill. Tant ell com el USS Franklin, que també havia sortit molt malparat dels atacs aeris, van ser els única portaavions de la seva classe que no van tornar al servei actiu després de la Segona Guerra Mundial, tot i haver estat sotmesos a reparacions. Retirat del registre naval al novembre de 1966, el Bunker Hill va ser usat com a plataforma estacionària de proves electròniques a San Diego durant la dècada de 1960 i inicis de la dels 70. Va ser venut com a ferralla al maig de 1973.

## Honors
El Bunker Hill va rebre la Citació Presidencial d'Unitat pel període entre l'11 de novembre de 1943 i fins a l'11 de maig de 1945. a més, va rebre 11 Estrelles de Batalla pel seu servei durant la Segona Guerra Mundial.
- Citació Presidencial d'Unitat
- Elogi d'Unitat Naval
- Medalla del Servei de Defensa Americana (barra "Fleet")
- Medalla de la Campanya Americana
- Medalla de la Campanya Asiàtica-Pacífica (11 estrelles)
- Medalla de la Victòria a la II Guerra Mundial
- Citació Presidencial d'Unitat
- Medalla de l'Alliberament (Filipines)